# Marc-Konstantin Steifensand
Marc-Konstantin Steifensand (ur. 14 maja 1966 w Wuppertalu) – niemiecki szpadzista, dwukrotny medalista mistrzostw świata. 
Podczas mistrzostw świata w Kapsztadzie w 1997 roku Niemcy w składzie: Michael Flegler, Arnd Schmitt, Elmar Borrmann i Marc-Konstantin Steifensand zdobyli złoty medal w zawodach drużynowych. Wynik ten Niemcy z Steifensandem w składzie powtórzyli na mistrzostwach świata w Seulu dwa lata później. Był też między innymi piąty w turnieju indywidualnym na mistrzostwach świata w La Chaux-de-Fonds w 1998 roku.
Wystartował na igrzyskach olimpijskich w Sydney w 2000 roku, gdzie drużynowo był piąty, a indywidualnie zajął 22. miejsce.
Zdobył również brązowy medal drużynowo na mistrzostwach Europy w Bolzano w 1999 roku.